# Albert Carl Koch

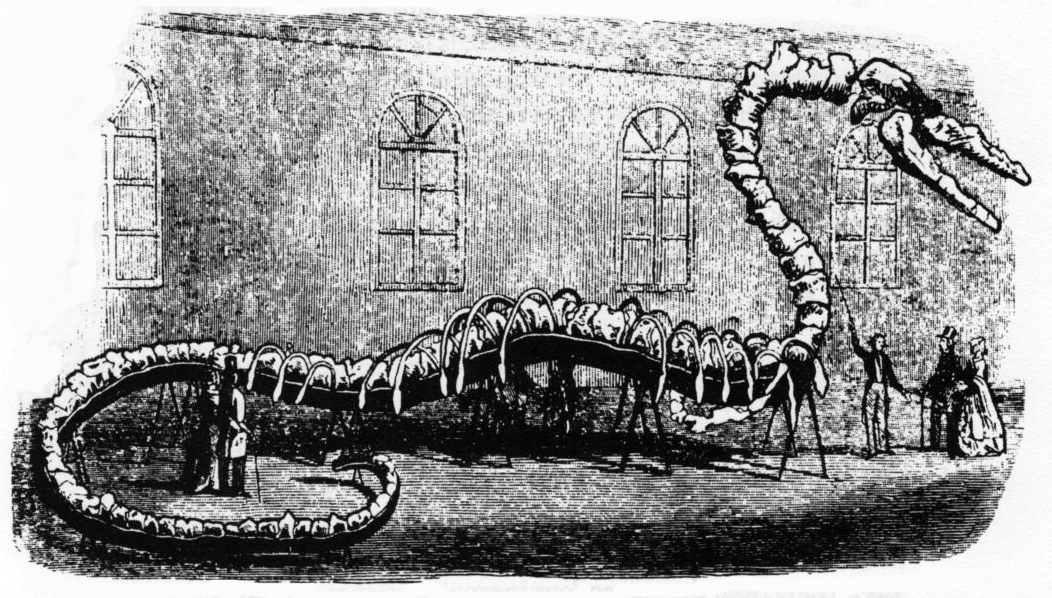
Seeschlange von Koch

Albert Carl Koch (auch Albert Karl Koch, * 10. Mai 1804 in Roitzsch; † 1867) war ein Fossilienforscher, der an der Erforschungsgeschichte des Basilosaurus beteiligt war. Von ihm zusammengesetzte, in den USA gefundene versteinerte Skelettteile wurden weltweit in großen Städten ausgestellt.

## Arbeiten
Koch baute Fundstücke verschiedener Individuen zusammen, bis sich ein Skelett von 34,75 Metern Länge ergab. Dieses Riesentier nannte er Hydrarchos (später Hydrarchos harlani), zu deutsch etwa „Wasserherrscher“. Er zeigte es 1845 als große Seeschlange (Reptil) im Apollo Saloon auf dem Broadway in New York. Experten bezweifelten die Echtheit. 1846 zeigte er die „Seeschlange“ in Dresden, später in Leipzig und Berlin. Doch auch in Deutschland kamen Zweifel an der Echtheit auf. 1847 wurde ein vierköpfiges Forscherteam aus Carl Gustav Carus, Bruno Geinitz, Günther und Reichenbach gebildet, das in Dresden und Leipzig eine Studie vorlegte, in der die Reptilientheorie weiter verfochten wurde. Im Gegensatz dazu stellte sich Hermann Burmeister in Halle auf die Seite Richard Owens und sah in Zeuglodon alias Hydrarchos ein Säugetier. Weitere spätere Funde stellten den Körperbau und Zuordnung von Basilosaurus richtig.
Auch bei dem von ihm zusammengesetzten und Missourium theristocaulodon benannten Mastodon unterlief Koch ein Missgeschick, indem er die Stoßzähne falsch eingesetzt hatte.

## Schriften
- Description of the Hydrarchos harlani: A gigantic fossil reptile: lately discovered by the author in the state of Alabama, March, 1845. B. Owen, New York 1845.
- Die Riesenthiere der Urwelt oder das neuentdeckte „Missourium Theristocaulodon“ (Sichelzahn aus Missouri) etc. Verlag A. Duncker, 1845.